# He Won a Ranch
Pour plus de détails, voir Fiche technique et Distribution.
He Won a Ranch est un film muet américain réalisé par Arthur Hotaling et sorti en 1914.

## Fiche technique
- Titre : He Won a Ranch
- Réalisation : Arthur Hotaling
- Scénario : E.W. Sargent
- Production : Siegmund Lubin pour Lubin Manufacturing Company
- Distribution : General Film Company
- Genre : Comédie
- Date de sortie : 
  - États-Unis : 19 mai 1914

## Distribution
- Jerold T. Hevener : Isaac Rosenstein
- Raymond McKee : Dan Bell
- Ben Walker : Jim Bell
- James Hodges : Algie
- Oliver Hardy : un cow-boy